# Conclave de 1963
El conclave de 1963 fou convocat a la mort del papa beat Joan XXIII el 3 de juny de 1963. Hi havia un total de vuitanta-dos cardenals, tots ells amb dret d'elecció del nou pontífex, els quals foren convocats al conclave que s'esdevingué a Roma del 19 al 21 d'aquell mes de juny.
Tanmateix dos d'ells no hi assistiren: l'hongarès József Mindszenty, cardenal del títol de S. Stefano al Monte Celio, arquebisbe d'Esztergom, que vivia com a asilat polític a l'ambaixada dels Estats Units d'Amèrica a Budapest, al qual fou prohibida la sortida del seu país, i l'equatorià Carlos Maria de la Torre y Nieto, cardenal del títol pro illa vice de S. Maria in Aquiro, arquebisbe de Quito, que ja tenia més de noranta anys i un estat de salut molt precari.
Entre els assistents hi havia els barcelonins Enric Pla i Deniel, cardenal del títol de S. Pietro in Montorio, arquebisbe de Toledo, i Anselm Maria Albareda i Ramoneda, O.S.B., cardenal-diaca de S. Apollinare alle Terme Neroniane-Alessandrine, prefecte de la Biblioteca Vaticana, abat titular de Santa Maria de Ripoll i monjo de Montserrat.
A la sisena votació, al tercer dia de conclave, fou elegit papa l'italià Giovanni Battista Montini, cardenal del títol de S. Silvestro e Martino ai Monti, arquebisbe de Milà, el qual adoptà el nom de Pau VI.

## Cardenals convocats
Aquesta llista de cardenals convocats està ordenada per continents; dintre de cada continent per data del consistori en el qual foren creats cardenals, i dintre de cada consistori, per ordre de prelació. De cada cardenal s'indica el bisbat suburbicari, el títol o la diaconia, a més dels càrrecs que ocupava (vigents, emèrits i/o anteriors) en el moment de la convocatòria del conclave.

### Àfrica
- Laurean Rugambwa, cardenal del títol de S. Francesco a Ripa (1960), bisbe de Bukova, abans bisbe titular de Febiana i administrador apostòlic de Lower Rugera i bisbe de Rutabo (Territori de Tanganyika).

### Amèrica
- Santiago Luis Copello, cardenal del títol de S. Lorenzo in Damaso, abans cardenal del títol de S. Girolamo degli Schiavoni (1935), canceller de la Santa Església Romana, abans bisbe titular d'Aulona i auxiliar de La Plata, auxiliar de Buenos Aires i arquebisbe d'aquesta arxidiòcesi, successivament (Argentina).
- James Charles McGuigan, cardenal del títol de S. Maria del Popolo (1946), arquebisbe de Toronto), Ontario, abans bisbe de Regina, Saskatchewan (Canadà).
- Carlos Carmelo de Vasconcellos Motta, cardenal del títol de S. Pancrazio (1946), arquebisbe de São Paulo, abans bisbe titular d'Algiza i auxiliar de Diamantina, arquebisbe de São Luis do Maranhão i administrador apostòlic de Pinheiros i d'Aparecida (Brasil).
- Francis Joseph Spellman, cardenal del títol de Ss. Giovanni e Paolo (1946), arquebisbe de Nova York, abans bisbe titular de Sila i auxiliar de Boston, Massachusetts, membre del consell de presidència del Concili Vaticà II (Estats Units).
- Antonio Caggiano, cardenal del títol de S. Lorenzo in Panisperna (1946), arquebisbe de Buenos Aires, abans bisbe de Rosario (Argentina).
- Jaime de Barros Cámara, cardenal del títol de Ss. Bonifacio ed Alessio (1946), arquebisbe de Rio de Janeiro, abans bisbe de Mossoró, Rio Grande do Norte, i arquebisbe de Belém, Pará (Brasil).
- Augusto Álvaro da Silva, cardenal del títol pro illa vice de S. Angelo in Pescheria (1953), arquebisbe de Salvador de Bahia, abans bisbe de Floresta, Pernambuco i de Barra do Rio Grande (Estat de Bahia Brasil).
- James Francis McIntyre, cardenal del títol de S. Anastasia (1953), arquebisbe de Los Angeles, Califòrnia, abans bisbe titular de Cirene i auxiliar de Nova York i arquebisbe titular de Palto i coadjutor d'aquesta darrera arxidiòcesi, successivament (Estats Units).
- Paul-Émile Léger, P.S.S., cardenal del títol de S. Maria degli Angeli (1953), arquebisbe de Mont-real, (Quebec, Canadà)
- Carlos Maria de la Torre y Nieto, cardenal del títol pro illa vice de S. Maria in Aquiro (1953), arquebisbe de Quito, abans bisbe de Loja i de Guayaquil. No assistí al conclave per problemes de salud. (Equador).
- José Garibi Ribera, cardenal del títol de S. Onofrio (1958), arquebisbe de Guadalajara, abans bisbe titular de Roso i auxiliar, i arquebisbe titular de Bizia i coadjutor, sempre de la mateixa arxidiòcesi (Mèxic).
- Antonio Maria Barbieri, O.F.M.Cap., cardenal del títol de S. Crisogono (1958), arquebisbe de Montevideo, abans arquebisbe titular de Macra i coadjutor de la mateixa arxidiòcesi (Uruguai).
- Richard James Cushing, cardenal del títol de S. Susanna (1958), arquebisbe de Boston, Massachusetts, abans bisbe titular de Mela i auxiliar, i administrador apostòlic, successivament, sempre de la mateixa arxidiòcesi (Estats Units).
- Alberto Gregory Meyer, cardenal del títol de S. Cecilia (1959), arquebisbe de Chicago, Illinois, abans bisbe de Superior (Wisconsin), i arquebisbe de Milwaukee (Wisconsin), membre del consell de presidència del Concili Vaticà II (Estats Units).
- Joseph Elmer Ritter, cardenal del títol de Smo. Redentore e S. Alfonso in Via Merulana (1961), arquebisbe de St Louis, Missouri, abans bisbe titular d'Ippo i auxiliar d'Indianapolis, Indiana, i més tard bisbe sede plena d'aquesta diòcesi (Estats Units).
- José Humberto Quintero Parra, cardenal del títol de Ss. Andrea e Gregorio al Monte Celio (1961), arquebisbe de Caracas, abans arquebisbe titular d'Acrida i coadjutor de Mérida (Veneçuela).
- Luis Concha Córdoba, cardenal del títol de S. Maria Nuova (1961), arquebisbe de Bogotà, abans arquebisbe de Manizales (Colòmbia).
- Juan Landázuri Ricketts, O.F.M., cardenal del títol de S. Maria in Aracoeli (1962), arquebisbe de Lima, abans bisbe titular de Roina i coadjutor de la mateixa arxidiòcesi (Perú).
- Raúl Silva Henríquez, S.D.B., cardenal del títol de S. Bernardo alle Terme Diocleziane (1962), arquebisbe de Santiago, abans bisbe de Valparaíso (Xile).

### Àsia
- Ignace-Gabriel I Tappouni, cardenal del títol de Ss. XII Apostoli (1935), patriarca d'Antioquia dels Sirians, abans bisbe titular de Danaba i vicari patriarcal de Mardin, bisbe titular de Batne i vicari patriarcal d'Aleppo i patriarca d'aquesta darrere seu, successivament; membre del consell de presidència del Concili Vaticà II (Síria).
- Thomas Tien Ken-sin, S.V.D., cardenal del títol de S. Maria in Via (1946), arquebisbe de Pequín, abans bisbe titular de Ruspe i vicari apostòlic de Yangku (Xina).
- Valerian Gracias, cardenal del títol pro illa vice de S. Maria in Via Lata (1953), arquebisbe de Bombai, abans arquebisbe titular d'Enneso i auxiliar d'aquella arxidiòcesi (Índia).
- Peter Tatsuo Doi, cardenal del títol de S. Antonio in Via Merulana (1960), arquebisbe de Tòquio (Japó).
- Rufino Jiao Santos, cardenal del títol de S. Maria ai Monti (1960), arquebisbe de Manila, abans bisbe titular de Barca i auxiliar de Manila, administrador apostòlic d'Infanta, de Lipa i de Manila, successivament (Filipines).

### Europa
- Manuel Gonçalves Cerejeira, cardenal del títol de Ss. Marcellino e Pietro (1929), protoprevere, patriarca de Lisboa, abans bisbe titular de Mitilene i auxiliar de Lisboa (Portugal).
- Achille Liénard, cardenal del títol de S. Sisto (1930), bisbe de Lilla i prelat nillius de la Missió de França, membre del consell de presidència del Concili Vaticà II (França).
- Maurilio Fossati, O.Ss.C.G.N., cardenal del títol de S. Marcello (1933), arquebisbe de Torí, abans bisbe de Nuoro, administrador apostòlic d'Ogliastra i arquebisbe de Sàsser, successivament (Itàlia).
- Eugène Tisserant, cardenal-bisbe d'Ostia i de Porto-Santa Rufina, abans cardenal del títol de S. Maria sopra Minerva, abans cardenal-diaca de Ss. Vito, Modesto e Crescenzia (1936), degà del Col·legi Cardenalici, arxiver de la Santa Romana Església, abans arquebisbe titular d'Iconio (França.
- Giuseppe Pizzardo, bisbe d'Albano
- Pierre-Marie Gerlier, cardenal del títol de Ssma. Trinità al Monte Pincio (1937), arquebisbe de Lió, abans bisbe de Tarbes i Lorda (França).
- Gregoire-Pierre XV Agagianian, cardenal del títol de S. Bartolomeo all'Isola (1946), prefecte de la Congregació de Propaganda Fide, abans bisbe titular de Comana di Armenia i patriarca de Cilícia, membre del consell de presidència del Concili Vaticà II (Armènia, Unió Soviètica).
- Clemente Micara, cardenal-bisbe de Velletri-Segni, abans cardenal del títol de S. Maria sopra Minerva (1946), vicedegà del Col·legi Cardenalici, vicari general de la diòcesi de Roma, abans arquebisbe titular d'Apamea di Siria i nunci a Txecoslovàquia) i a Bèlgica, successivament (Itàlia).
- Clément-Émile Roques, cardenal del títol de S. Balbina (1946), arquebisbe de Rennes, abans bisbe de Montauban i arquebisbe d'Ais de Provença, successivament (França).
- Benedetto Aloisi Masella, cardenal-bisbe de Palestrina, abans del títol de S. Maria in Vallicella (1946), arxipreste de la Basílica de Sant Joan del Laterà, camarlenc, abans arquebisbe titular de Cesarea di Mauritania i nunci al Brasil (Itàlia).
- Enric Pla i Deniel, cardenal del títol de S. Pietro in Montorio (1946), arquebisbe de Toledo, abans bisbe d'Àvila i de Salamanca, successivament (Espanya).
- József Mindszenty, cardenal del títol de S. Stefano al Monte Celio, arquebisbe d'Esztergom, abans bisbe de Veszprém. No pogué assistir al conclave perquè li fou impedida la sortida del seu país Hongria).
- Joseph Frings, cardenal del títol de S. Giovanni a Porta Latina (1946), arquebisbe de Colònia (Alemanya).
- Ernesto Ruffini, cardenal del títol de S. Sabina (1946), arquebisbe de Palerm i administrador apostòlic de Piana degli Albanesi (Itàlia).
- Valerio Valeri, cardenal del títol de S. Silvestro in Capite (1953), prefecte de la Congregació dels Religiosos, abans arquebisbe titular d'Efes i delegat apostòlic a Egipte i Aràbia, nunci a Romania i a França, successivament (Itàlia).
- Pietro Ciriaci, cardenal del títol de S. Prassede (1953), prefecte de la Congregació del Concili, abans arquebisbe titular de Tarso i nunci a Txecoslovàquia i a Portugal, successivament (Itàlia).
- Maurice Feltin, cardenal del títol de S. Maria della Pace (1953), arquebisbe de París, abans bisbe de Troyes, arquebisbe de Sens i arquebisbe de Bordeus, successivament (França).
- Giuseppe Siri, cardenal del títol de S. Maria della Vittoria (1953, arquebisbe de Gènova, abans bisbe titular de Liviade i auxiliar d'aquella arxidiòcesi, membre del consell de presidència del Concili Vaticà II (Itàlia).
- Giacomo Lercaro, cardenal del títol de S. Maria in Traspontina (1953), arquebisbe de Bolonya, abans arquebisbe de Ravenna, membre del consell de presidència del Concili Vaticà II (Itàlia).
- Benjamín de Arriba y Castro, cardenal del títol de S. Vitale, Valeria, Gervasio e Protasio (1953), arquebisbe de Tarragona, abans bisbe de Mondoñedo i d'Oviedo, sucessivament (Espanya).
- Fernando Quiroga y Palacios, cardenal del títol de S. Agostino (1953), arquebisbe de Sant Jaume de Galícia, abans bisbe de Mondoñedo (Espanya).
- Alfredo Ottaviani, cardenal-diaca de S. Maria in Dominica (1953), protodiaca, prefecte de la Congregació del Sant Ofici, abans arquebisbe titular de Berrea i substitut de la secretaria d'estat (Itàlia).
- Stefan Wyszyński, cardenal del títol de S. Maria in Trastevere (1957), arquebisbe de Varsòvia, abans bisbe de Lublin i arquebisbe de Gniezno (Polònia).
- Amleto Giovanni Cicognani, cardenal-bisbe de Frascati, abans cardenal del títol de S. Clemente (1958), prefecte de la Congregació d'Afers Extraordinaris de l'Església, abans arquebisbe titular de Laodicea di Frigia i nunci als Estats Units d'Amèrica (Itàlia).
- Giovanni Battista Montini, cardenal del títol de S. Silvestro e Martino ai Monti (1958), arquebisbe de Milà. Va ser elegit papa amb el nom de Pau VI (Itàlia).
- Giovanni Urbani, cardenal del títol de S. Marco, abans cardenal del títol de S. Prisca (1958), patriarca de Venècia, abans bisbe titular d'Assume, arquebisbe titular de Sardi i arquebisbe-bisbe de Verona, successivament (Itàlia).
- Paolo Giobbe, cardenal del títol de S. Maria in Vallicella (1958), datari papal i patró del Sobirà Orde de Malta, abans arquebisbe titular de Tolemaide i nunci a Colòmbia i als Països Baixos, successivament (Itàlia).
- Carlo Chiarlo, cardenal del títol pro illa vice de S.Maria in Portico Campitelli (1958), nunci extraordinari de la Santa Seu, abans arquebisbe titular d'Amida i nunci a Bolívia, Costa Rica, Hondures, Nicaragua, El Salvador i Panamà, cap de la missió papal a l'Alemanya ocupada i nunci al Brasil, sucessivament (Itàlia).
- Carlo Confalonieri, cardenal del títol de S. Agnese fuori le mura (1958), secretari de la Congregació Consistorial, arxipreste de la Basílica de Santa Maria Major, abans arquebisbe de L'Aquila i arquebisbe titular de Nicopoli al Nesto (Itàlia).
- Alfonso Castaldo, cardenal del títol de S. Callisto (1958), arquebisbe de Nàpols, abans bisbe de Pozzuoli i arquebisbe titular de Tessalonica i coadjutor de Nàpols (Itàlia).
- Paul-Marie Richaud, cardenal del títol de Ss. Quirico e Giulitta (1958), arquebisbe de Bordeus, abans bisbe titular d'Irenopoli i auxiliar de Versalles i bisbe de Laval, successivament (França).
- Julius Döpfner, cardenal del títol pro illa vice de S. Maria della Scala (1958), arquebisbe de Múnic i Freising, abans bisbe de Würzburg i de Berlín, successivament (Alemanya).
- Franz König, cardenal del títol S. Eusebio (1958), arquebisbe de Viena, abans bisbe titular de Liviade i coadjutor de Sankt Pölten (Àustria).
- Alfredo Di Jorio, cardenal-diaca pro illa vice de S. Pudenziana (1958), president de l'Institut de les Obres de Religió (banca vaticana), arquebisbe titular de Castra Nuova (Itàlia).
- Francesco Bracci, cardenal-diaca de S. Cesareo in Palatio (1958), referendari prelat del Tribunal de la Signatura Apostòlica i arquebisbe titular d'Idassa (Itàlia).
- Francesco Roberti, cardenal-diaca de S. Maria in Cosmedin (1958), prefecte del Tribunal de la Signatura Apostòlica i arquebisbe titular de Colonnata (Itàlia).
- André Jullien, P.S.S., cardenal-diaca de S. Giorgio in Velabro, degà de la Sagrada Rota Romana i arquebisbe titular de Corone (França).
- Fernando Cento, cardenal del títol pro illa vice de S. Eustachio (1959), penitenciari major, abans bisbe d'Acireale, arquebisbe tituar de Seleucia Pieria, nunci a Veneçuela, Perú, Equador, Bèlgica, Luxemburg i Portugal, successivament (Itàlia).
- José Maria Bueno Monreal, cardenal del títol pro illa vice de Ss. Vito, Modesto e Crescenzia (1959), arquebisbe de Sevilla, abans bisbe de Jaca, arquebisbe titular d'Antiochia di Pissia i coadjutor de Sevilla i administrador apostòlic d'aquesta arxidiòcesi (Espanya).
- Gustavo Testa, cardenal del títol de S. Girolamo degli Schiavoni (1959), prefecte de la Congregació de les Esglésies Orientals, abans delegat apostòlic a Egipte, Aràbia, Eritrea, Abissínia, Palestina, Jordània i Xipre i nunci a Suïssa, successivament (Itàlia).
- Arcadio María Larraona y Saralegui, cardenal-diaca de Ss. Biagio e Carlo ai Catinari (1959), prefecte de la Congregació de Ritus, arquebisbe titular de Diocesarea di Isauria, abans penitenciari major (Espanya).
- Francesco Morano, cardenal-diaca de Ss. Cosma e Damiano, secretari emèrit del Tribunal de la Signatura apostòlica, arquebisbe titular de Fallaba (Itàlia).
- William Theodore Heard, cardenal-diaca de S. Teodoro (1959), degà de la Sagrada Rota Romana i arquebisbe titular de Feredi Maggiore (Escòcia).
- Augustin Bea, S.J., cardenal-diaca de S. Saba (1959), president del Secretari per a la Unió dels Cristians i arquebisbe titular de Germania di Numidia (Alemanya).
- Paolo Marella, cardenal del títol de S. Andrea delle Fratte (1960), prefecte de la Congregació de la Fàbrica de Sant Pere, abans arquebisbe titular de Doclea, delegat apostòlic al Japó, a Austràlia i Nova Zelanda, i nunci a França, successivament (Itàlia).
- Luigi Traglia, cardenal del títol de S. Andrea della Valle (1960), pro-vicari general de Roma, abans arquebisbe titular de Cesarea de Palestina i vice-gerent de la diòcesi de Roma (Itàlia).
- Pierre-Jacques Lefèbvre, cardenal del títol de S. Giovanni dei Fiorentini (1960, arquebisbe de Bourges, abans bisbe de Troyes (França).
- Bernardus Johannes Alfrink, cardenal del títol de S. Gioacchino (1960), arquebisbe d'Utrecht, abans bisbe titular de Tiana, coadjutor i administrador apostòlic de la mateixa arxidiòcesi (Països Baixos).
- Antonio Bacci, cardenal-diaca de S. Eugenio (1960), secretari emèrit de breus i arquebisbe titular de Colònia de Capadòcia (Itàlia).
- Giuseppe Antonio Ferretto, cardenal-bisbe de Sabina-Poggio Mirteto, abans del títol de S. Croce in Gerusalemme (1961), secretari del Col·legi Cardenalici, abans arquebisbe titular de Sardica i canonge de la Basílica de Sant Pere del Vaticà (Itàlia).
- José da Costa Nunes, cardenal del títol de S. Prisca (1962), arquebisbe titular i patriarca ad personam d'Odessa, abans bisbe de Macau i arquebisbe de Goa i Damão, sucessivament (Portugal).
- Ildebrando Antoniutti, cardenal del títol de S. Sebastiano alle Catacombe (1962), arquebisbe titular de Sannada di Frigia i nunci a Espanya, abans delegat apostòlic a Albània i al Canadà, successivament (Itàlia).
- Efrem Forni, cardenal del títol de S. Croce in Gerusalemme, arquebisbe titular de Darni i nunci a Bèlgica i Luxemburg, abans nunci a Equador (Itàlia).
- Leo-Jozef Suenens, cardenal del títol de S. Pietro in Vincoli (1962), arquebisbe de Malines-Brussel·les, abans bisbe titular d'Isinda i auxiliar de la mateixa arxidiòcesi (Bèlgica).
- Michael Browne, O.P., cardenal-diaca de S. Paolo alla Regola (1962), mestre general de l'Orde de Predicadors i arquebisbe titular d'Idebeso (Irlanda).
- Anselm Maria Albareda i Ramoneda, O.S.B., cardenal-diaca de S. Apollinare alle Terme Neroniane-Alessandrine (1962), director de la Biblioteca Vaticana, monjo de Montserrat i abat titular de Santa Maria de Ripoll (Espanya).

### Oceania
- Norman Thomas Gilroy, cardenal del títol de S. Quattro Coronati (1946), arquebisbe de Sydney, abans bisbe de Port Augusta, arquebisbe titular de Cipsela i coadjutor de Sydney, successivament (Austràlia).

### Resum
| D'Àfrica  | 1 cardenal   |
| D'Amèrica | 19 cardenals |
| D'Àsia    | 5 cardenals  |
| D'Europa  | 56 cardenals |
| D'Oceania | 1 cardenal   |
| Total     | 82 cardenals |

Dels quals
- 6 eren cardenals-bisbes (Europa 6)
- 63 eren cardenals-preveres o de títol (Àfrica 1; Amèrica 19; Àsia 5; Europa 37; Oceania 1)
- 13 eren cardenals-diaques (Europa 13)